# Шері (фільм, 1950)
«Шері́» (фр. Chéri) — французький чорно-білий трагікомедійний фільм 1950 року, поставлений режисером П'єром Бійоном за романами Колетт «Шері» (фр. Chéri, 1920) та «Кінець Шері» (фр. La fin de Chéri, 1926) з Жаном Дезайї та Марсель Шанталь у головних ролях.

## Сюжет
Красень Фред Пелу на прізвисько Шері́ («Милий»), син колишньої повії, не може примиритися з тим, що йому довелося розлучитися з давньою коханкою, 23-річною Леєю, заради одруження за розрахунком, організованим його матір'ю. Провівши довгі роки в розлуці з коханою жінкою, він нарешті стріляється з револьвера.

## У ролях
| • Жан Дезайї      | … | Фред Пелу на прізвисько «Шері» |
| • Марсель Шанталь | … | Лея де Лонваль                 |
| • Жейн Маркен     | … | Шарлотта Пелу                  |
| • Івонн де Бре    | … | приятелька                     |
| • Марсель Дерр'єн | … | Едмі                           |
| • Мад Сіаме       | … | Роза                           |
| • Сюзанна Дантес  | … | Марі-Лор                       |
| • Жейн Фабер      | … | Лілі                           |
| • Мег Авріль      | … | мадам Альдонза                 |
| • Майя Понсе      | … | баронеса                       |

## Знімальна група
- Автори сценарію — П'єр Ларош і Колетт за романами Колетт «Шері» (фр. Chéri, 1920) та «Кінець Шері» (фр. La fin de Chéri, 1926)
- Режисер-постановник — П'єр Бійон
- Продюсер — Клод Дольбер
- Оператор — Ніколя Топорков
- Композитор — Марсель Ландовські
- Монтаж — Андрее Даніс, Сюзанн Жирардін
- Художник-постановник — Раймон Друар
- Художник по костюмах — Жаклін Гуйо
- Звук — Жульєн Кутельєр